# Nymphaea gardneriana
Nymphaea gardneriana är en näckrosväxtart som beskrevs av Jules Émile Planchon. Nymphaea gardneriana ingår i släktet vita näckrosor, och familjen näckrosväxter. Inga underarter finns listade i Catalogue of Life.

## Bildgalleri

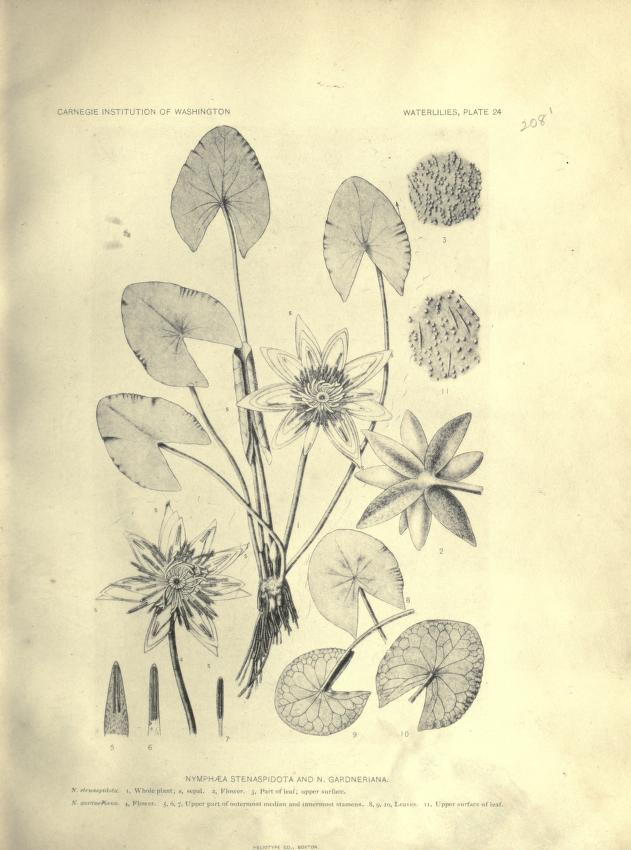